# 芸阿弥

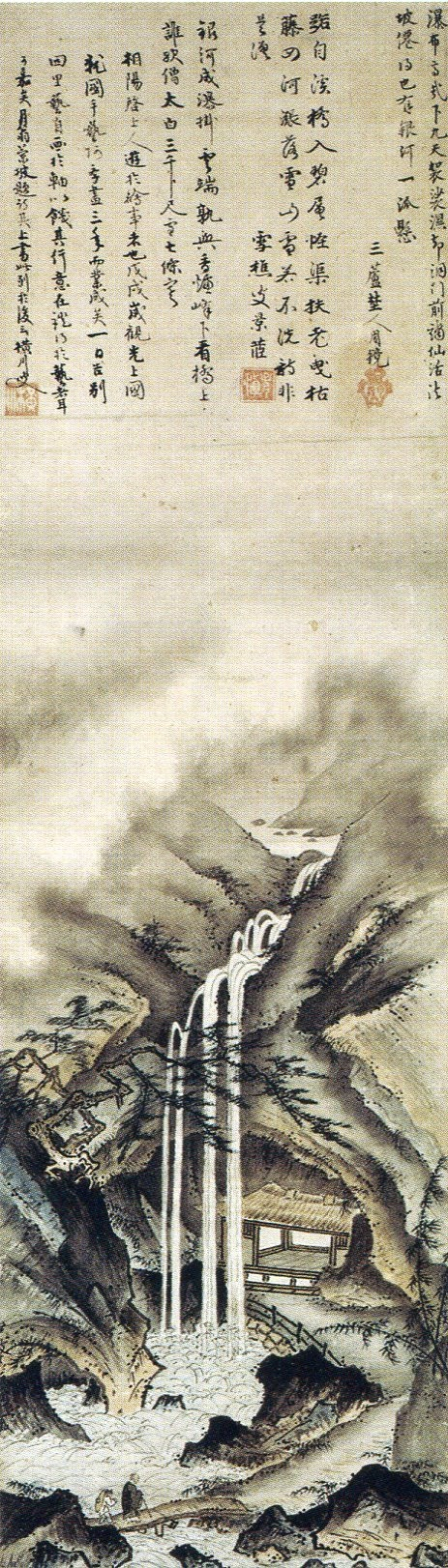
観瀑図（1480年、根津美術館所蔵、重要文化財）

芸阿弥（げいあみ、永享3年（1431年） - 文明17年11月2日（1485年12月8日））は室町時代の絵師、連歌師、表具師、鑑定家。姓は中尾、名は真芸（しんげい）、号は学叟（がくそう）。父は能阿弥、子は相阿弥。
父・能阿弥の跡を継いで足利義政に同朋衆として仕え、絵画制作、書画など唐物の管理・鑑定、表具・座敷飾りの指導、連歌など足利将軍家・室町幕府内の多様な芸能全般を取り仕切った。応仁の乱による混乱のためか史料・画跡などはあまり残っていないが、唯一確証のある作品として月翁周鏡・蘭坡景茝・横川景三が賛を寄せた「観瀑図」（根津美術館所蔵、重要文化財）がある。これは、建長寺の画僧祥啓が芸阿弥に3年間師事し、文明12年（1480年）に帰郷する際に餞別として与えたものであり、「学叟真芸五十歳」との款記がある。